# Nakajima Chikuhei

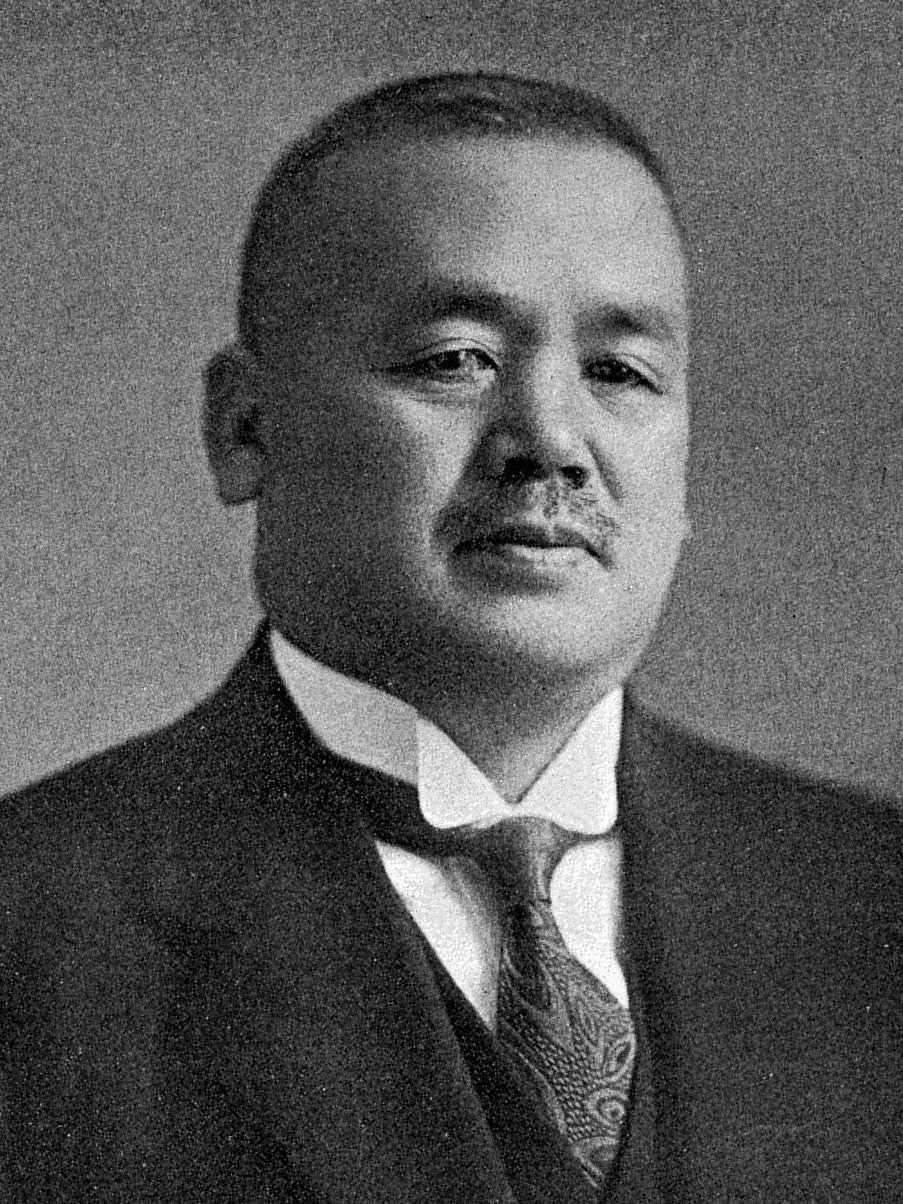
Nakajima Chikuhei

Nakajima Chikuhei (japanisch 中島 知久平; geboren 1. Januar 1884 in Ojima (尾島村), Landkreis Nitta (新田郡) der Präfektur Gunma; gestorben 29. Oktober 1949) war ein japanischer Marineoffizier, Flugzeugbauer und Politiker.

## Leben und Wirken
Nakajima Chikuhei, der aus einer bäuerlichen Familie stammt, machte seinen Abschluss an der Marine-Ingenieursschule. Er diente in der Marine bis 1917, errichtete dann eine „Forschungseinrichtung für Flugzeuge“ (飛行機研究所, Hikōki Kenkyūjo). Daraus wurde später die „Nakajima-Flugzeuge AG“ (中島飛行機株式会社, Nakajima Hikōki KK), die Militärflugzeuge baute und die Motoren für das Jagdflugzeug Mitsubishi A6M.
1930 wurde Nakajima im Fünfmandatswahlkreis Gunma 1 für die Rikken Seiyūkai in das Abgeordnetenhaus gewählt, das Unterhaus des Parlaments, und danach vier Mal wiedergewählt. Bei der Parteispaltung der Seiyūkai 1939 führte er die „progressive/reformistische Faktion“ (革新派 kakushin-ha) an, die eher staatskapitalistisch-militaristische Strömung im Gegensatz zur eher marktliberal-konstitutionalistischen „orthodoxen/traditionellen Faktion“ (正統派 seitō-ha) der Seiyūkai um Kuhara Fusanosuke und Hatoyama Ichirō. Er wirkte von 1937 bis 1939 als Eisenbahnminister im Kabinett Konoe I und im kurzlebigen Kabinett Higashikuni als letzter Munitionsminister, anschließend als Minister für Industrie und Handel.
Nach Nakajimas Tod wurde 1950 die Flugzeugfirma in 12 unabhängige Firmen verwandelt, von denen sich später 5 zusammenschlossen zur Fuji Heavy Industries, zu der die Automobilfirma Subaru gehört.